# Казахстанско-черногорские отношения
Казахстанско-черногорские отношения — двусторонние дипломатические отношения между Казахстаном и Черногорией.

## История
14 июля 2006 года между странами были установлены дипломатические отношения.
Поддерживаются контакты между Казахстаном и Черногорией в рамках ООН, ОБСЕ и других международных организаций. В 2010 году Черногория поддержала кандидатуру Казахстана на председательство в ОБСЕ.
3 мая 2019 года впервые был назначен почётный консул Республики Казахстан в Черногории спортсмен, предприниматель и меценат Горан Джуканович.
6 июля 2021 года в День столицы в Черногории открылось почётное консульство Казахстана.
С 19 ноября 2018 года Чрезвычайным и Полномочным Послом Республики Казахстан в Черногории по совместительству является Толежан Барлыбаев.
С 27 апреля 2021 года Чрезвычайным и Полномочным Послом Черногории в Республике Казахстан по совместительству является Милорад Шчепанович.

## Встречи
17 октября 2008 года состоялся первый рабочий визит министра иностранных дел Черногории Милана Рочена в Казахстан для участия в конференции министров иностранных дел мусульманских и западных стран «Общий мир: прогресс через разнообразие». Рочен встретился с министром иностранных дел Казахстана Маратом Тажиным, были обсуждены перспективы двустороннего взаимодействия.
10—11 ноября 2008 года состоялся первый официальный визит премьер-министра Черногории Мило Джукановича в Казахстан. В рамках визита был обсуждён широкий спектр вопросов двустороннего сотрудничества, в том числе в энергетической и туристической сферах.
16—17 марта 2010 года заместитель министра иностранных дел Казахстана Константин Жигалов в рамках поездки по Балканам посетил Подгорицу.
16—17 июля 2010 года в неформальном заседании Совета министров иностранных дел ОБСЕ (СМИД ОБСЕ) в Алма-Ате принял участие министр иностранных дел Черногории Милан Рочен.
1—2 декабря 2010 года президент Черногории Филип Вуянович принял участие в саммите ОБСЕ в Астане. В ходе мероприятия состоялась встреча с президентом Казахстана Нурсултаном Назарбаевым.
В марте 2015 года заместитель председателя Мажилиса парламента Казахстана Сергей Дьяченко посетил Черногорию.
22—25 сентября 2019 года состоялся визит парламентской делегации Черногории во главе с президентом Скупщины Черногории Иваном Брайовичем на 4-е совещание спикеров парламентов «Большая Евразия: Диалог. Доверие. Партнёрство» в Нур-Султане.

## Торгово-экономическое сотрудничество
Согласно Комитету государственных доходов министерства финансов Республики Казахстан (КГД МФ РК), товарооборот между странами за 2018 год составил 18,7 тыс. долларов. С января по ноябрь 2019 года товарооборот составил 9,018 млн долларов.

## Договорно-правовая база
17 октября 2008 года в Астане главы МИД Казахстана и Черногории подписали «Протокол о сотрудничестве между внешнеполитическими ведомствами».
6 декабря 2012 года в Дублине (Ирландия) было подписано первое межправительственное «Соглашение о безвизовом режиме для владельцев дипломатических и служебных паспортов».
По оценкам посла Казахстана в Черногории по совместительству (2014—2017) Аслана Мусина, «чтобы развивать сотрудничество между странами, необходимо создать солидную правовую базу, подписать достаточное количество соглашений: в области экономики, финансов, культуры, спорта, здравоохранения. Это примерно 15 двухсторонних международных документов, разработкой которых нужно заниматься нашим странам. После принятия и подписания этих важных документов откроется взаимная дорога для инвесторов».